# Brenda Barnes
Pour les articles homonymes, voir Barnes.
Brenda Barnes est une femme d'affaires américaine, née à Chicago (Illinois) le 11 novembre 1953 et morte à Naperville (Illinois) le 17 janvier 2017.

## Biographie
Brenda Barnes est présidente et chef de l'exécutif de Sara Lee Corporation, et auparavant la première directrice générale de PepsiCo.
En 2005, elle est classée comme la huitième femme la plus puissante au monde par le magazine Forbes, et neuvième en 2006.